# Centrale latino-américaine des travailleurs
La Central Latinoamericana de Trabajadores (CLAT - Centrale latino-américaine des travailleurs) était l'organisation régionale de la Confédération mondiale du travail en Amérique latine. Dans le cadre de la Confédération syndicale internationale, elle a fusionné avec l'Organisation régionale interaméricaine des travailleurs de la Confédération internationale des syndicats libres le 28 mars 2008 pour former la Confédération syndicale des travailleurs et travailleuses des Amériques.

## Historique

### Premiers contact latino-américains de la CISC (1951-1954)
Lors de la réunion du Conseil économique et social des Nations unies à Santiago du Chili, Gaston Tessier président de la Confédération internationale des syndicats chrétiens prend les premiers contacts avec des syndicalistes latino-américains d'inspiration catholiques. La CISC décide d'installer à Bogota un service de documentation et d'information syndicales, dirigé par Georges Kibédi. Lors de son conseil de Vienne des 21-23 novembre 1951, la CISC approuve l'adhésion de quatre centrales latino-américaines.

### De la création à l'émancipation (1954-1959)
Le 8 décembre 1954, la Confédération internationale des syndicats chrétiens crée la Centrale latino-américaine des syndicats chrétiens à Santiago du Chili en présence des représentants de 12 pays.  Elle est le résultat de l'action des nouveaux militants de l'Action catholique et de la Jeunesse ouvrière chrétienne qui voulait sortir du conservatisme et du paternalisme. Si la CLASC définit rapidement sa propre orientation par rapport à la CISC, elle reste influencée par la démocratie chrétienne telle que la porte le leader chilien Eduardo Frei Montalva, elle est d'ailleurs dirigée par le Chilien José Goldsack.

### Le Congrès deQuitoet l'affirmation d'une voie révolutionnaire (1959-1968)
En 1959 lors de son troisième congrès à Quito, la CLASC choisit une orientation se voulant "Révolutionnaire" et "Pacifique", sous l'influence d'une nouvelle équipe de direction menée par l'Argentin Emilio Maspero. Cela se manifeste par des luttes syndicales plus offensives, notamment en Colombie, mais aussi par le soutien au gouvernement de l'Unité populaire de Salvador Allende au Chili. En 1967, la CLASC décide de transférer son siège à Caracas,alors même qu'elle est relativement peu implantée dans les syndicats vénézuéliens. La CLASC est aussi de ceux qui avec la Confédération française démocratique du travail poussent à la déconfessionnalisation de la CISC qui devient la Confédération mondiale du travail en 1968, la CLASC se rebaptisant elle-même Centrale latino-américaine des travailleurs  (Central Latinoamericana de Trabajadores).

### Une organisation toujours minoritaire
Malgré son activisme, et sa volonté de tracer une troisième voie, la CLAT resta minoritaire tout au long de son existence, sur 21 millions de syndiqués latino-américains, en 1980, elle n'en organisait qu'un million, loin derrière le Congrès permanent d'unité syndicale des travailleurs d'Amérique latine et des Caraïbes et surtout loin derrière l'Organisation régionale interaméricaine des travailleurs. Les organisations qu'elle rassemblent sont toutes minoritaires (sauf dans certaines îles des Caraïbes), y compris dans des zones ou la démocratie chrétienne est traditionnellement puissante politiquement, comme le Chili ou le Venezuela. 
En parallèle aux négociations au niveau international, la CLAT commence dans les années 90 des discussions avec l'ORIT pour parvenir à une fusion dans le cadre de la Confédération syndicale internationale en 2008 et former la Confédération syndicale des travailleurs et travailleuses des Amériques.